# Asche von Holle
Asche von Holle (* 1529; † 3. Mai 1594) war ein frühneuzeitlicher deutscher Unternehmer.

## Leben
Asche von Holle war der Sohn von Jobst von Holle und der Anne Elisabeth von Bortfeld und war mit Hille von Marenholtz verheiratet. 1562 verpfändeten die Grafen von Mansfeld-Mittelort das Amt Morungen an Asches Schwager Ludolf von Bortfeld, Ehegatte der Margarete von Marenholtz, für 13.000 Taler und 13.000 Goldgulden. Bereits im darauffolgenden Jahr wurde Holle alleiniger Inhaber des verpfändeten Amtes Morungen, dessen Sitz in Großleinungen war.
Asche von Holle übernahm 1566 den Eisenhandel des Grafen von Regenstein, wurde 1575 Drost des Stift Hildesheim zu Peine und Marienburg (bis 1584) und war gleichzeitig als Oberst für den Kurfürsten von Brandenburg tätig. Durch die zunehmende Verschuldung der Grafen zu Stolberg gelangte er von 1574 bis 1584 in den Pfandbesitz des Amtes Elbingerode (Harz).
Bereits 1571 veräußerte Asche von Holle das Pfand der Ämter Morungen und Leinungen an Andreas Kahl und konzentrierte seine unternehmerische Tätigkeit fortan nur noch auf den Nordharz. Kahl bezeichnete sich noch 1574 als Inhaber der Ämter Morungen und Leinungen.
Nach seinem Tod erschien eine gedruckte Leichenpredigt.
| Personendaten    | Personendaten                           |
| ---------------- | --------------------------------------- |
| NAME             | Holle, Asche von                        |
| KURZBESCHREIBUNG | frühneuzeitlicher deutscher Unternehmer |
| GEBURTSDATUM     | 1529                                    |
| STERBEDATUM      | 3. Mai 1594                             |